# Rostislav Vargaškin
Rostislav Evgen'evič Vargaškin (in russo Ростислав Евгеньевич Варгашкин?; Ulan Bator, 2 giugno 1933) è un ex pistard sovietico, dal 1991 russo.

## Palmarès

### Olimpiadi
- 1 medaglia:
  - 1 bronzo (Roma 1960 nel cronometro)